# كليف غريفيث
كليف غريفيث (بالإنجليزية: Cliff Griffith)‏ هو سائق سباق ومهندس أمريكي، ولد في 6 فبراير 1916، وتوفي في 23 يناير 1996 في روتشستر في الولايات المتحدة.

## روابط خارجية
- كليف غريفيث على موقع DriverDB.com (الإنجليزية)